# Josef Šorm
Josef Šorm   (Dvůr Králové nad Labem, 2 de març de 1932 - 11 de maig de 2022) és un exjugador de voleibol txec que va competir sota bandera txecoslovaca durant les dècades de 1950 i 1960.
El 1964 va prendre part en els Jocs Olímpics de Tòquio, on guanyà la medalla de plata en la competició de voleibol. En el seu palmarès també destaquen dues medalles de plata al Campionat del Món de voleibol, el 1960 i 1962. Com a jugador guanyà tres lligues txecoslovaques, 1954, 1955 i 1962. Del 1968 a 1970 fou entrenador de l'Atlas Kortrijk de la lliga belga, amb qui va guanyar la Copa de Bèlgica de 1970.